# Curatolo (cognome)
Curatolo è un cognome di lingua italiana.

## Varianti
Curatola, Curatoli.

## Origine e diffusione
Cognome tipicamente meridionale, è presente prevalentemente in Calabria e Sicilia.
Potrebbe derivare da un mestiere medioevale, dal calabrese curatulu, "capo mandriano".

## Persone
- Maria Curatolo – ex maratoneta e mezzofondista italiana